# Nannastacus inconstans
Nannastacus inconstans är en kräftdjursart som beskrevs av Hale 1945. Nannastacus inconstans ingår i släktet Nannastacus och familjen Nannastacidae. Inga underarter finns listade i Catalogue of Life.